# Савицкий, Юлий Юльевич
Юлий Юльевич Савицкий (29 июня 1904, Головичи — 24 января 1979) — советский архитектор и педагог. Член-корреспондент Академии архитектуры СССР (1950), кандидат архитектуры, профессор Московского архитектурного института.

## Биография
Юлий Юльевич Савицкий родился 29 июня 1904 года в деревне Головица Белостокской области. Начал трудовую деятельность в 1919 году учеником монтёра на электростанции. В том же году добровольцем вступил в РККА. Служил в военно-инженерной бригаде 5-й армии, участвовал в Гражданской войне. Демобилизовался в 1921 году.
После демобилизации работал десятником на перестройке Арсенала Московского Кремля и на его реставрации. В 1925 году окончил Московский строительный техникум. Работал на строительстве техником, затем прорабом. В 1927 году поступил во ВХУТЕМАС, в дальнейшем переименованный во ВХУТЕИН. С 1929 года работал архитекторе в Гипромезе (Государственный институт по проектированию металлургических заводов). Принимал участие в разработке эскизного проекта Нижегородского автомобильного завода, выполнил ряд самостоятельных работ. В частности, по его проектам были построены рабочие клубы со зрительными залами на 1000 человек для Саратовского завода комбайнов и для судоверфи в Сарепте. Он занимался архитектурной разработкой промышленных зданий в Рыбинске и вагоностроительного депо в Калинине.
После окончания ВХУТЕИНа работал в строительном управлении ОГИЗа, в проектном бюро под руководством Б. М. Великовского. Принимал участие в проектировании Дома книги в Москве (Орликов переулок, 3). В проектном бюро ОГИЗа Ю. Ю. Савицкий также спроектировал Дома книги для Минска, Сталинграда, Воронежа и Ростова-на-Дону.
После организации проектных мастерских Моссовета начал работать в мастерской № 9 под руководством П. А. Голосова. Работая в этой мастерской, Ю. Ю. Савицкий спроектировал и построил многоэтажные дома ИТР и стахановцев 1-го Шарикоподшипникового завода в Москве, а также здание финансово-экономического института в Казани. Он также выполнил проекты реконструкции магистрали Шарикоподшипник — Речной порт в Москве, учебного комбината в Мариуполе и другие.
Принимал участие в архитектурных конкурсах. В 1932 году получил первую премию на конкурсе проектов Музея железнодорожного транспорта в Москве (соавторы В. Н. Владимиров и Г. Г. Савинов).
В 1932 году был приглашён в Московский архитектурный институт (МАРХИ). Сначала был ассистентом профессоров И. В. Рыльского и Н. В. Марковникова, а с 1935 года — доцент МАРХИ. Вёл группы по курсовому и дипломному проектированию.
В 1938 году Ю. Ю. Савицкий поступил по конкурсу на факультет архитектурного усовершенствования Академии архитектуры СССР. На этом факультете читали лекции А. Г. Габричевский, В. П. Зубов и В. Д. Блаватский, аспиранты также могли постоянно контактировать с Г. П. Гольцем, А. К. Буровым, И. Н. Соболевым. Во время учёбы в аспирантуре Ю. Ю. Савицкий принимал участие в работе над многотомником «Всеобщая история архитектуры» (редактор М. Я. Гинзбург). В частности, по поручению Гинзбурга Савицкий выполнил анализ храма Святой Софии в Константинополе. Ю. Ю. Савицкий окончил факультет архитектурного усовершенствования в 1941 году.
После начала Великой Отечественной войны Ю. Ю. Савицкий прошёл курс Военно-инженерной академии имени Куйбышева и был направлен в Баку, где занялся работами по маскировке объектов нефтяной промышленности. Вскоре он стал главным архитектором службы маскировки города. В 1942 году вернулся в Москву и занял должность заместителя начальника Центральной проектно-маскировочной мастерской Академии архитектуры СССР (руководитель К. С. Алабян).
В конце войны кабинет истории архитектуры при Академии архитектуры СССР был реорганизован в Институт теории и истории архитектуры. В этом институте Ю. Ю. Савицкий занял должность заместителя директора по научной работе. С 1947 года он был руководителем сектора. Ю. Ю. Савицкий был в числе соавторов курса советской архитектуры. В 1950 году он был избран членом-корреспондентом Академии архитектуры СССР.
С 1950 по 1973 год профессор Ю. Ю. Савицкий заведовал кафедрой советской архитектуры МАРХИ. С 1960-х годов он также читал в МАРХИ курс истории архитектуры капиталистических стран.
Ю. Ю. Савицкий был автором ряда разделов «Всеобщей истории архитектуры»: Ренессанс в Испании (4-й том), Барокко в Испании (7-й том), архитектура Великобритании XIX века (10-й том), архитектура Великобритании XX века (11-й том). Входил в состав редколлегии всех 12 томов издания. Он автор вышедшей в 1974 году книги «Архитектура капиталистических стран», ставшая учебным пособием в ряда архитектурных вузов страны. Опубликовал множество статей, посвящённых актуальным вопросам советской и зарубежной архитектуры.
С 1930 года Ю. Ю. Савицкий — член президиума Московского архитектурного общества. С середины 1950-х — член правления и руководитель секции теории и критики Московского отделения Союза архитекторов. С 1959 года — член правления общества СССР-Щвеция и вице-президент архитектурной секции Союза советских обществ дружбы и культурной связи с зарубежными странами.
Умер 24 января 1979 года.

## Награды
- Орден Трудового Красного Знамени (21.09.1966) — за заслуги в подготовке специалистов, развитии отечественной архитектуры и в связи со 100-летием со дня основания Московского архитектурного института[4].